# Fritz Beblo
Pour les articles homonymes, voir Beblo.
Fritz Beblo, de son nom complet Friedrich Karl Ewald Beblo, est un architecte, urbaniste et peintre allemand, né à Breslau le 10 novembre 1872 et mort à Munich le 11 avril 1947.
La carrière de Beblo comprend deux volets : son activité de Stadtbaumeister à Strasbourg (1903-1918) puis, après avoir été chassé de son poste lors du retour de l'Alsace-Lorraine à la France, son activité en Allemagne.
Un seul de ses bâtiments a, pour l’instant, fait l’objet d’une protection au titre des monuments historiques : les Bains municipaux de Strasbourg (depuis le 10 octobre 2000).

## Carrière

### Formation
Son père, Emil Beblo était professeur de lycée. Fritz Beblo était camarade de classe de Friedrich Kayssler et Christian Morgenstern au lycée Sainte-Marie-Madeleine de Breslau, où son père enseignait. De 1904 à 1906, il a fréquenté la Thomasschule zu Leipzig. Après son Abitur en 1883, est allé à Berlin avec ses amis d'enfance Kayssler et Morgenstern, où il suit les cours de l'Université technique de Charlottenbourg. En 1896, il assiste aux cours de Carl Schäfer à l'Institut de technologie de Karlsruhe, où il fait la connaissance d'Adolf Erbslöh.
Une fois diplômé, il devient königlich preußischer Regierungsbauführer à la forteresse d'Ehrenbreitstein près de Coblence, puis sur la Moselle, à Traben-Trarbach. Là, il a participé à la construction du pont sur la Moselle, puis d'écoles.

### Strasbourg

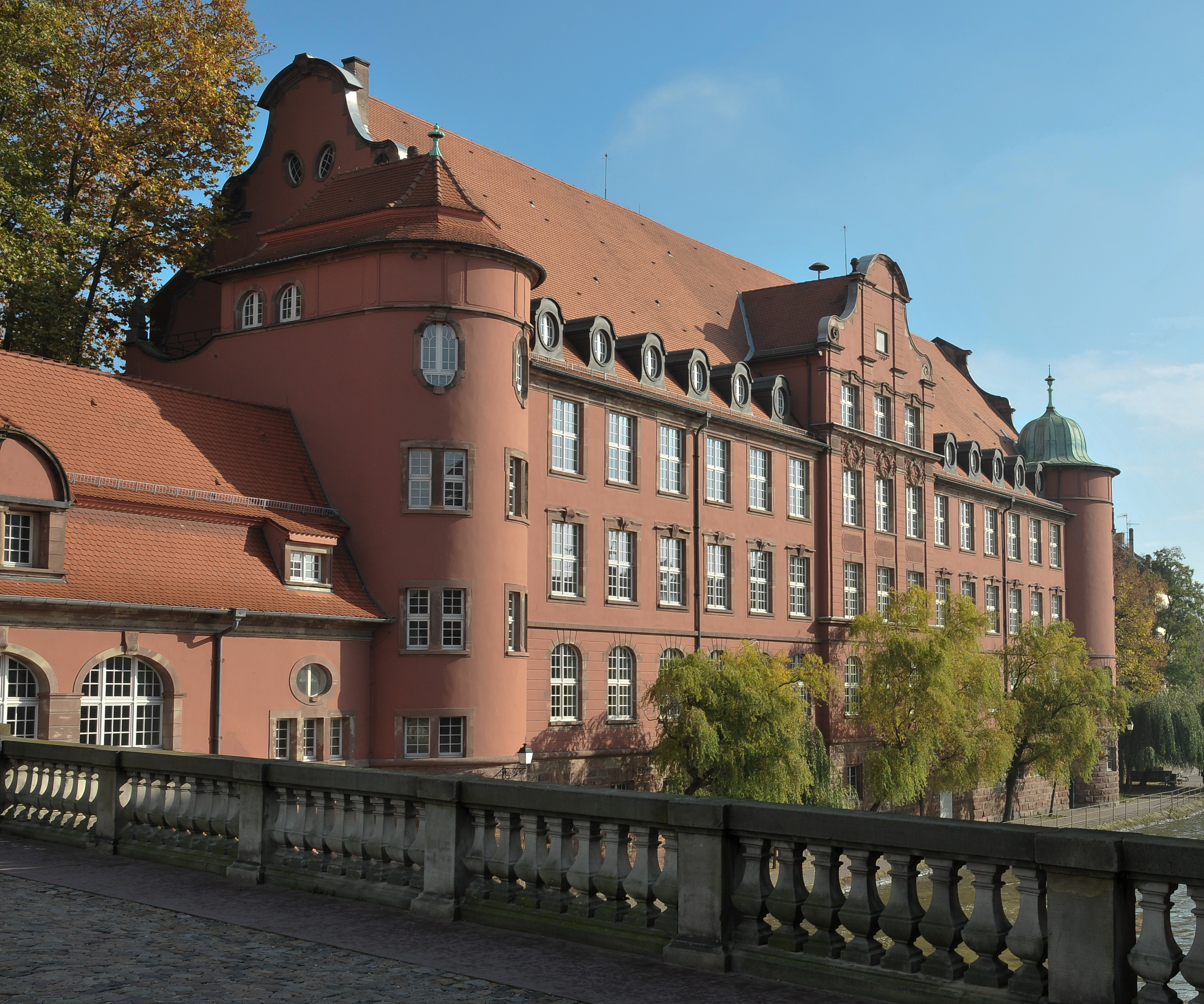
École Saint-Thomas de Strasbourg (construite de 1905 à 1907).

Entre 1903 et 1919 il occupe le poste de Stadtbauinspektor (inspecteur de l'urbanisme) de la ville de Strasbourg, devenue allemande à la suite de la cession de l'Alsace-Lorraine en 1871 par la France.
Le 15 novembre 1903, il arrive à Strasbourg, dans le service dirigé alors par le Stadtbaurat Ott auquel il succède dès 1910.

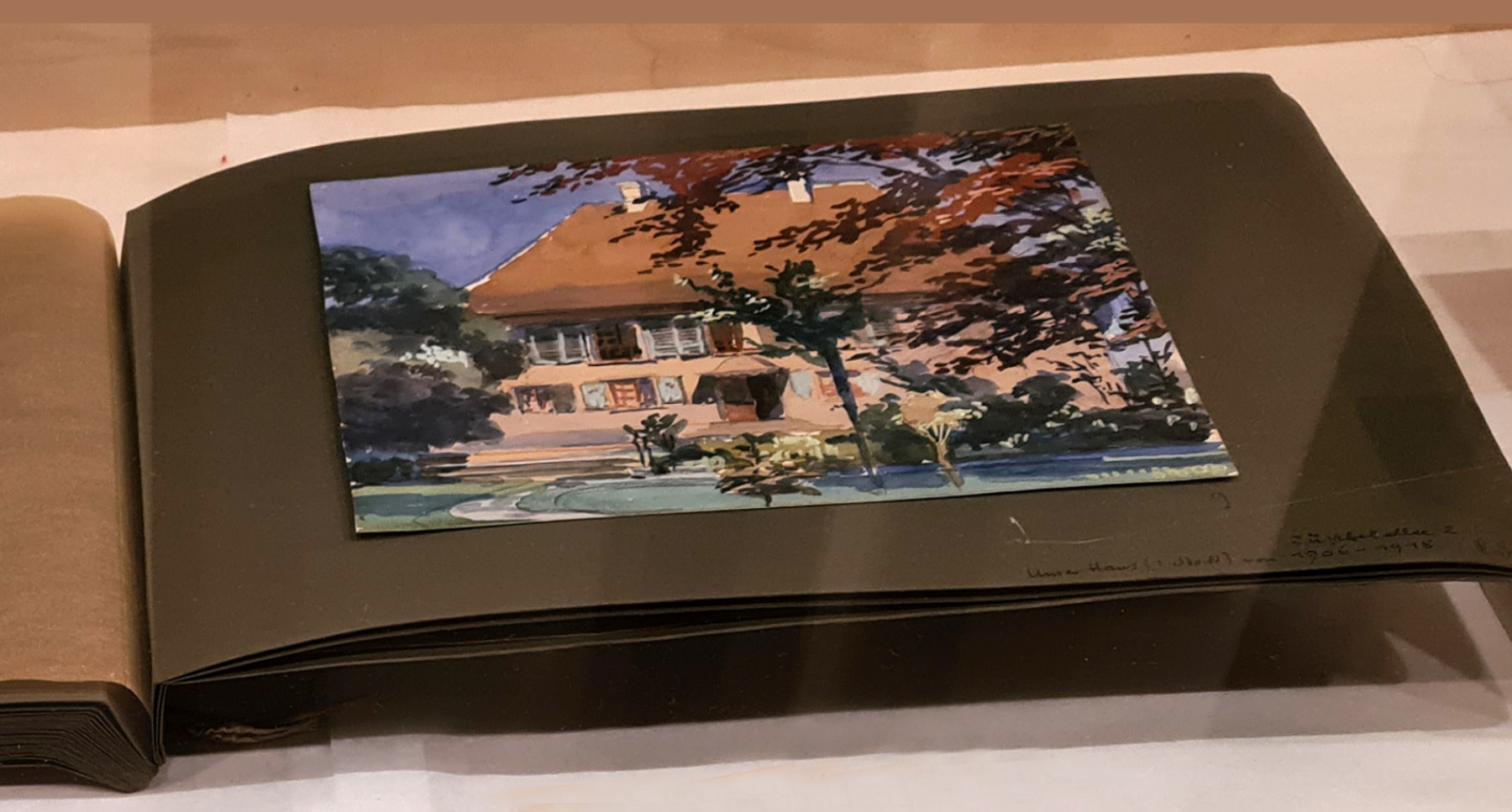
Aquarelle de Fritz Beblo représentant la maison où il vécut à la Robertsau.

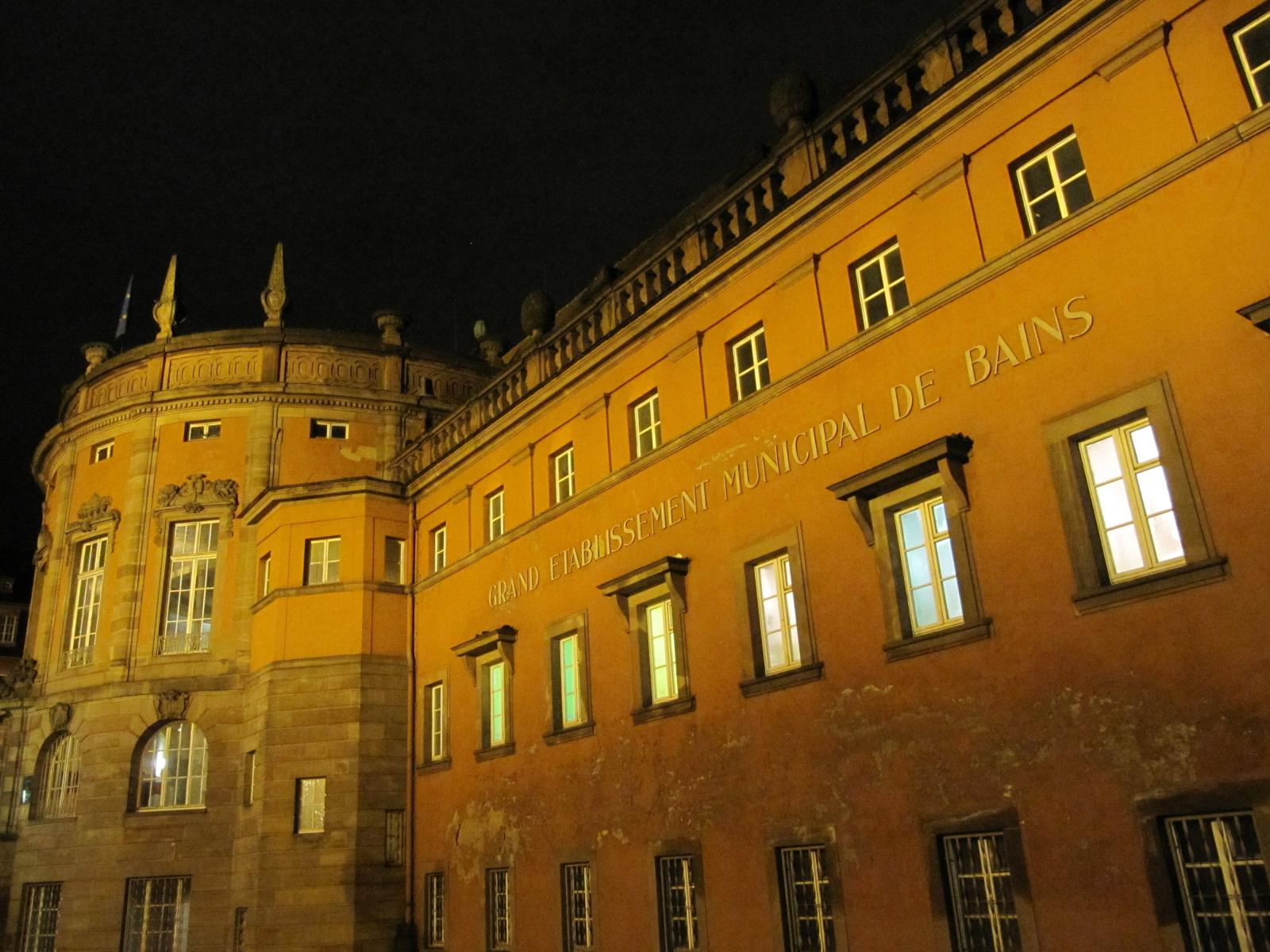
Bains municipaux de Strasbourg (construits de 1905 à 1910).

Il réalise à Strasbourg de nombreux projets comme architecte du Service de la ville ; il assure également le suivi de chantiers importants comme celui de la Grande-Percée et la cité-jardin du Stockfeld. Son rôle concerne également l’urbanisme, au sein de la Commission des jardins et du Service des promenades. Il sera également conseiller (Bauberater) de la Police du bâtiment et joue un rôle moteur dans l’adoption du Bauordnung[Quoi ?] en 1910.
Il participe également à des concours : transformation du théâtre municipal en 1905, aménagement de la place Kléber et reconstruction de l’église Sainte-Madeleine, où il reçoit le premier prix.
Les premiers projets mis en chantier dès son arrivée portent sur une nouvelle école à la Musau, une école élémentaire et le presbytère catholique du Neuhof, plusieurs agrandissements d’écoles existantes. À côté de ses réalisations scolaires, il travaille plusieurs années sur son bâtiment majeur, les Bains municipaux de Strasbourg, témoins de la politique hygiéniste et sociale de la municipalité de l'époque. Il reconstruit plusieurs églises de Strasbourg (Sainte-Madeleine et transformation de St-Pierre-le-Vieux catholique).
Beblo a signé plusieurs ponts de la Neustadt à Strasbourg, le pont de la Protestation, le pont des Vosges et le pont des quatre Hommes (actuel pont J.-F.-Kennedy, en collaboration avec le sculpteur Alfred Marzolff). Ses dernières réalisations à Strasbourg seront les bâtiments du cimetière Nord à la Robertsau.
Fritz Beblo quitte Strasbourg en 1919, à la suite de la reprise de l'Alsace-Lorraine par la France.

### Munich
Beblo se retrouve architecte en chef de la ville de Munich, de 1919 à 1934, où ses réalisations subissent également l’influence monumentalisante de l’époque.
Entre 1929 et 1932, Beblo participe à une négociation concernant l’échange de sculptures entre Munich et Strasbourg (le Vater Rhein d’Hildebrandt et le Meiselocke Brunnen). Cette substitution permet à Beblo de revenir dans un cadre officiel à Strasbourg, où il a gardé de nombreux amis. Son engagement vis-à-vis du national-socialisme reste marginal, mais il participe cependant à la critique du Neues Bauen, comme son confrère et ami de longue date Paul Schmitthenner.
Son fils Richard sera l’auteur, pendant la Seconde Guerre mondiale, d’un plan d’agrandissement de Strasbourg en direction de Kehl, d’inspiration speerienne.

## Liste des réalisations (non exhaustive)

### Strasbourg
- Zoo de l'Orangerie, 1903 ;
- Presbytère catholique du Neuhof, 1904-05 ;
- Immeuble, 4 rue Brûlée, 1904 (aujourd'hui détruit) ;
- École de la Musau, 1904-06 ;
- Anciens bains populaires de Cronenbourg, rue des Renards, 1905 [1] ;
- École Saint-Thomas, 1905-07 ;
- École du Neufeld, 1907-09 ;
- École ménagère de la Krutenau, 1908-10, aujourd’hui annexe de l’École des Arts décoratifs ;
- Bains populaires et scolaires du Neuhof, angle du chemin des Alouettes et de la rue de Dalis, 1909 (aujourd'hui détruits)[2] ;
- École de perfectionnement professionnel Baldung-Grien, 1910 ;
- Grand établissement municipal de bains , 1905-08 et bâtiment annexe, 1910 ;
- Église Sainte-Madeleine de Strasbourg, 1910-12, reconstruction ;
- Lycée Pasteur, 1911 ;
- Immeubles de la Grande-Percée, 1912 ;
- Immeuble , 15/16 quai des bateliers ;
- Bâtiments du Cimetière Nord (Robertsau), 1917.

## Publications
- Die alemannische Holzbauweise in Straßburg. In: Zentralblatt der Bauverwaltung, 33. Jahrgang 1913, Nr. 5 (vom 18. Januar 1913), S. 37–39. (Digitalisat de la Bibliothèque centrale et d'État de Berlin)
- Alemannische und fränkische Elemente des Straßburger Bürgerhauses. In: Elsaß-Lothringen Jahrbuch, Band 3 (1924), S. 92–104.
- (gemeinsam mit Hermann Leitensdorfer und Eduard Knorr): Das technische Rathaus in München. (= Monographien zur heutigen Baugestaltung, Reihe 1, Band 1.) München 1930.
- Die Baukunst in Elsaß-Lothringen 1871–1918. In: Das Reichsland Elsaß-Lothringen 1871–1918, Band 3 – Wissenschaft, Kunst und Literatur in Elsaß-Lothringen 1871–1918. Frankfurt am Main 1934, S. 241–263.